# Рикардис фон Марк
Рикардис (Рикарда) фон Марк (на немски: Richardis, Richarda von der Mark; * пр. 1258; † сл. 1286) от Дом Ламарк е графиня от Графство Марк и чрез женитба графиня на Текленбург-Бентхайм.

## Произход
Тя е дъщеря на граф Енгелберт I фон Марк († 1277) и първата му съпруга графиня Кунигунда фон Близкастел († 1265), дъщеря на граф Хайнрих фон Близкастел († 1237) и графиня Агнес фон Сайн († 1266). Сестра е на граф Еберхард I фон Марк († 1308).

## Фамилия
Рихардис фон Марк се омъжва пр. 1 май 1251 г. за граф Ото III фон Текленбург-Бентхайм (* 1253; † 1285), син на граф Ото II фон Бентхайм-Текленбург († сл. 1279) и първата му съпруга Хайлвиг фон Текленбург († 1264). Те имат децата:
- Ото IV († 3 май 1307), граф на Текленбург-Ибенбюрен, женен ок. 1296 г. за Беатрикс фон Ритберг († 1325)
- Енгелберт († сл. 1301), домхер в Мюнстер (1294), домхер в Оснабрюк (1294 – 1301), катедрален приор в Мюнстер (1296 – 1298)
- Егберт († сл. 25 юни 1304)
- Юта фон Бентхайм († сл. 8 януари 1318), омъжена за граф Хайнрих III фон Щернберг († 1312)
- Рикарда фон Бентхайм († 26 януари 1309), омъжена пр. 1300 за граф Ото фон Вьолпе († 1308)